# Matt Fish
Pour les articles homonymes, voir Fish.
Matt Fish, né le 18 novembre 1969, à Washington, en Iowa, est un ancien joueur américain de basket-ball. Il évolue au poste de pivot.

## Palmarès
- First-team All-CAA 1992